# Елизабет фон Хенеберг-Шлойзинген
Елизабет фон Хенеберг-Шлойзинген (на немски: Elisabeth Gräfin von Henneberg-Schleusingen; * 13/19 декември 1517; † 2 ноември/2 декември 1577, замък Алфтер) от Дом Хенеберг, е графиня от Хенеберг-Шлойзинген и чрез женитба графиня на Залм-Райфершайт.

## Произход
Тя е най-малката дъщеря (16-о дете) на граф Вилхелм IV фон Хенеберг-Шлойзинген (1478 – 1559) и съпругата му Анастасия фон Бранденбург (1478 – 1557), дъщеря на курфюрст Алберт III Ахилес фон Бранденбург от Хоенцолерните и втората му съпруга Анна Саксонска.

## Фамилия
Елизабет се сгодява на 1 юни 1538 г. в Нойс и се омъжва между 11 октомври 1538 и 21 април 1539 г. в Хамбах за граф Йохан IX фон Залм-Райфершайт (* 1 януари 1513, Дик; † 31 октомври 1559), вторият син на граф Йохан VIII фон Залм-Райфершайд (1488 – 1537) и съпругата му графиня Анна фон Хоя († 1539). Те имат пет деца:

- Херман (* пр. 1543; † 1544)
- Вилхелм (* 1 октомври 1543; † 20 август 1587), каноник в Кьолн
- Вернер фон Залм-Райфершайт (* 17 август 1545; † 16 декември 1629, замък Райфершайт), господар на Залм-Райфершайт, Дик, Алфтер, издигнат през 1628 г. на алтграф на Залм-Райфершайт, женен на 21 август 1567 г. в Терборг за графиня Анна Мария фон Лимбург (* ок. 1543; † 2 октомври 1637, Райфершайт)
- Анна (* 12 февруари 1548; † 12 октомври 1574)
- Йохан (* 13 октомври 1549; † 11 април 1601), каноник в „Св. Гереон“ в Кьолн, Трир и Страсбург